# Kwango
A Kwango folyó (Angolában Cuango) Angola és a Kongói Demokratikus Köztársaság 1100 km hosszú folyója. Az angolai központi magashegységben, a Lunda-hátság közepén ered, először északi irányban folyik, majd a két ország határfolyóját képezi. Innen a Kongói Demokratikus Köztársaság belseje felé fordul, a Chutes Tembo vízesésen bukik alá és Bandundunál torkollik a Kasai folyóba a d. sz. 3° 14′ 10″, k. h. 17° 22′ 25″3.236111°S 17.373611°E koordinátáknál.

## Története, mellékfolyói
Legfontosabb mellékfolyói a Wamba és a Dzsuma (vagy Kuilu). A Kwango forrásvidékét Capello és Ivens kutatta fel 1877-ben, felső folyását Kigunshi városáig Mechow 1880-ban, alsó folyását Grenfell 1886-ban. 

## Vízhozama
A Kwango vízgyűjtő területe 263 500 km². A folyó vízhozama az esős évszakban (szeptember-októbertől áprilisig) a legnagyobb. A legalacsonyabb vízszint augusztusban mérhető. Átlagos vízhozama a tokolatnál 2700-3299 m³/s. 

## Vízi közlekedés
A folyó a torkolatától 307 km-re fekvő Kingusiig hajózható.